# Verwendungsreihe

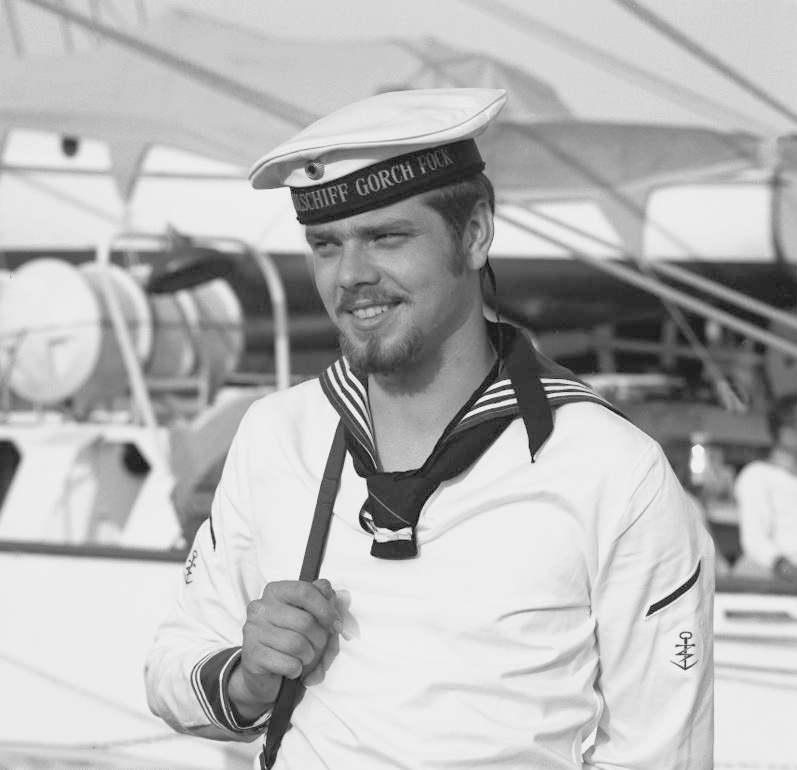
Gefreiter einer 20er-Verwendungsreihe

Die Verwendungsreihe (Kurzform: VwdgR) weist Mannschaften und Unteroffiziere der Deutschen Marine als Zugehörige eines bestimmten fachlichen Aufgabenbereichs aus. Die Verwendungsreihen sind zu Verwendungsbereichen (VwdgB) zusammengefasst und teilweise in Verwendungsgruppen (VwdgGrp) weiter unterteilt.
Nach außen unterscheidbar sind die Verwendungsbereiche durch Abzeichen, die in der Form von runden Aufnähern auf den Ärmeln der Matrosenblusen sowie der Anzugsjacken, als metallene Aufstecker auf den Schulterklappen am Dienstanzug sowie in die Dienstgradschlaufe eingewebt getragen werden.
Am Dienstanzug (blau) der Mannschaftsdienstgrade wird der Aufnäher unterhalb des Dienstgradabzeichens aufgenäht, bei Unteroffizieren ohne Portepee in dessen Mitte und bei Unteroffizieren mit Portepee oberhalb des Dienstgradabzeichens. Er ist in der Farbe dunkelblau, besteht aus dem gleichen Stoff wie der Anzug und ist mit goldfarbener Stickerei ausgeführt. Die Aufnäher der weißen Blusen sind weiß mit dunkelblauer Stickerei. Die Schulterklappen der Diensthemden und Dienstgradschlaufen des Kampfanzugs sind entsprechend gestaltet.

## Abzeichen für Mannschaften und Unteroffiziere

### Verwendungsbereich Seemännischer Dienst (10er)
Angehörige des Seemännischen Dienstes erfüllen an und unter Deck Tätigkeiten, die für die sichere Befahrung der Gewässer notwendig sind, einschließlich der allgemeinen Routinearbeiten an Bord eines Schiffes.
- Verwendungsreihe 11 – Decksdienst
- Verwendungsreihe 12 – Navigation (weggefallen, jetzt VwdgR 26)
- Verwendungsreihe 13 – Signalbetrieb (weggefallen, jetzt VwdgR 27)

### Verwendungsbereich Marineführungsdienst (20er)
Die mit dem Marineführungsdienst betrauten Personen sollen u. a. die Kommunikation und Führung des Schiffes (auch im Schiffsverband) sicher gewährleisten.
- Verwendungsreihe 21 – Fernmeldebetrieb
  - Verwendungsgruppe 2101 Fernmeldebetrieb Tastfunk
  - Verwendungsgruppe 2102 Fernmeldebetrieb Schreibfunk
- Verwendungsreihe 22 – Fernmeldeaufklärung SKB
  - Verwendungsgruppe 2201 – Tastfunkaufklärung
  - Verwendungsgruppe 2202 – Sprechfunkaufklärung
  - Verwendungsgruppe 2203 – Elektronische Aufklärung
- Verwendungsreihe 23 – Überwasseroperationsdienst
  - Verwendungsgruppe 2328 – Elektronischer Kampf Marine (früher: VwdgR 28)
- Verwendungsreihe 24 – Unterwasseroperationsdienst (früher: Führungsmittelelektronik)
- Verwendungsreihe 25 – Waffeneinsatzunteroffizier[2] (früher: Fernmeldeelektronik, jetzt Teil der VwdgR 46)
- Verwendungsreihe 26 – Navigation
- Verwendungsreihe 27 – Signalbetrieb
- Verwendungsreihe 28 – Elektronischer Kampf Marine (aufgegangen in VwdgGrp 2328)
- Verwendungsreihe 29 – Sprechfunkaufklärung (überführt in VwdgGrp 2202)

### Verwendungsbereich Marinewaffendienst (30er)
Hier arbeiten Spezialisten im Umgang mit Artillerie, Torpedo, Minen, Flugkörpern und Munition, die die Kampffähigkeit gewährleisten sollen.
- Verwendungsreihe 31 – Waffenmechanik  (früher: Überwasserwaffenmechanik)
- Verwendungsreihe 32 – früher Überwasserwaffenelektronik, jetzt Teil der VwdgR 46
- Verwendungsreihe 33 – Unterwasserwaffenmechanik (weggefallen, jetzt VwdgR 31)
- Verwendungsreihe 34 – Kampfschwimmer
- Verwendungsreihe 35 – jetzt in VwdgR 31 – früher Sperrwaffenmechanik
- Verwendungsreihe 36 – Unterwasserwaffenelektronik (weggefallen, jetzt VwdgR 31 bzw. Teil der VwdgR 46)
- Verwendungsreihe 37 – Minentaucher (früher: Führungsmittel- und Waffeneinsatz, Anteile jetzt Teil der VwdgR 23)

### Verwendungsbereich Marinetechnikdienst (40er)
Betrieb, Wartung und Instandsetzung der Schiffstechnik und Schiffselektronik ist das Aufgabengebiet von Soldaten des Marinetechnikdienstes.
- Verwendungsreihe 41 – Dampftechnik (seit Außerdienststellung der Zerstörer weggefallen)
- Verwendungsreihe 42 – Antriebstechnik
- Verwendungsreihe 43 – Elektrotechnik
- Verwendungsreihe 44 – Schiffsbetriebstechnik
- Verwendungsreihe 46 – Marineelektronik
- Verwendungsreihe 48 – IT-Systembetreuung

### Verwendungsbereich Marinefliegerdienst (50er)
Dieser Verwendungsbereich ist für Betrieb, Wartung und Instandsetzung von Luftfahrzeugen einschließlich zugehöriger Ausrüstung zuständig.
- Verwendungsreihe 52 – Luftfahrzeugwaffen/-munitionstechnik
- Verwendungsreihe 53 – Luftfahrzeugausrüstungstechnik
- Verwendungsreihe 54 – Luftfahrzeugtriebwerk/-bodengerätetechnik
- Verwendungsreihe 55 – Fluggerätetechnik
- Verwendungsreihe 56 – Flugausrüstung
- Verwendungsreihe 57 – Luftbilddienst
- Verwendungsreihe 58 – Flugsicherung/Flugabfertigung
- Verwendungsreihe 59 – Luftfahrzeugelektronik

### Verwendungsbereich Logistik und Stabsdienst (60er)
Angehörige dieser Verwendungsreihen sind zuständig für Verwaltung und Versorgung der Truppenteile. Der Schiffskoch (Smut) gehört der VwdgR 62 an.
- Verwendungsreihe 61 – Stabsdienst
  - Verwendungsgruppe 6110 – Stabsdienst SKB (weggefallen)
- Verwendungsreihe 62 – Verpflegungsdienst
- Verwendungsreihe 63 – Materialbewirtschaftung
  - Verwendungsgruppe 6310 – Materialbewirtschaftung SKB
- Verwendungsreihe 65 – Allgemeiner Marinedienst
- Verwendungsreihe 66 – Elektronische Datenverarbeitung (weggefallen, jetzt VwdgR 46 bzw. VwdgR 48)

### Verwendungsbereich Verkehrswesen und Marinesicherungsdienst (70er)
Diesen Verwendungsreihen werden Soldaten zugeordnet, die u. a. die infanteristischen Aufgabenstellungen der Marine erfüllen sollen.
- Verwendungsreihe 71 – Amphibischer Dienst  (weggefallen)
- Verwendungsreihe 72 – Küstenumschlagdienst (weggefallen)
- Verwendungsreihe 73 – Kraftfahrbetrieb
- Verwendungsreihe 74 – Kfz-Instandsetzung (weggefallen)
- Verwendungsreihe 75 – Strandmeister (weggefallen)
- Verwendungsreihe 76 – Marineinfanterie, früher "Marinesicherungsdienst" und Küstensicherungsdienst

### Verwendungsbereich Besondere Dienste (80er)
- Verwendungsreihe 81 – Sanitätsdienst
- Verwendungsreihe 85 – Militärmusikdienst

## Abzeichen für Offiziere und Offizieranwärter
Offiziere und Offizieranwärter werden nicht in Verwendungsreihen eingeteilt. Für sie gibt es Laufbahnabzeichen. Offiziere bzw. Offizieranwärter des Truppendienstes oder des militärfachlichen Dienstes tragen einen fünfzackigen Stern (Seestern), der mit einer Spitze nach oben zeigt. Sanitätsoffiziere bzw. Sanitätsoffizieranwärter den Äskulapstab mit Schlange, Zahnärzte ebenfalls die Schlange am Stab, jedoch nur mit zwei Windungen des Schlangenkörpers und Apotheker nur die aus einer flachen Schale nach oben gerichtete Schlange. Die Farbgebung entspricht der Verwendung wie oben beschrieben. Das Abzeichen der Offiziere des Militärmusikdienstes zeigt eine Lyra, Offiziere des militärgeographischen Dienstes tragen ein Abzeichen, das eine stilisierte Weltkugel und mittig den Schriftzug „GEO“ zeigt.

Laufbahnabzeichen Truppendienst und militärfachlicher Dienst
Laufbahnabzeichen Arzt
Laufbahnabzeichen Zahnarzt
Laufbahnabzeichen Apotheker
Laufbahnabzeichen Militärmusikdienst
Laufbahnabzeichen Geoinformationsdienst